# Cold Souls
Cold Souls és una pel·lícula de comèdia dramàtica estatunidenca de 2009 escrita i dirigida per Sophie Barthes. La pel·lícula inclou Paul Giamatti, Dina Korzun, Emily Watson i David Strathairn. Giamatti interpreta una versió ficticia d'ell mateix, un actor ansiós i aclaparat que decideix contractar el servei d'una empresa per congelar la seva ànima. Les complicacions sorgeixen quan la seva ànima es perd en un pla de tràfic d'ànimes que ha portat la seva ànima a Sant Petersburg. La pel·lícula segueix a Giamatti intentant desesperadament recuperar la seva ànima.

## Argument
Paul Giamatti és un actor que s'apassiona tant amb els personatges i els papers que interpreta que té problemes per desvincular-se del personatge un cop acabada l'escena. Com a resultat, la seva ment i l'esperit són una massa embullada d'emocions que sembla que li costa separar dels seus propis sentiments. Mentre lluita per interpretar a Oncle Vanya, llegeix un article a The New Yorker sobre "Soul Storage", una clínica de procediments que elimina físicament l'ànima del seu cos.
Tot i que al principi dubta a seguir amb aquest procediment, sense estar segur de com li afectaria, en Paul decideix seguir endavant. En visitar la clínica descobreix que la majoria de les ànimes surten com a matèria grisa o núvols. Decideix seguir endavant, declinant l'oferta de mirar la seva ànima tal com passa. Està angoixat en descobrir que la seva ànima surt semblant un cigró. La té emmagatzemada a la clínica i torna a la seva vida amb el 5 per cent de la seva ànima restant, li diuen que això és com un residu, suficient per deixar-lo amb alguna reacció emocional, com l'afecte als seus éssers estimats i aficions, però no molt profunda o complexa sensació de coses noves. Al principi se sent més relaxat, però la seva vida comença a ensorrar-se; té problemes per associar-se o fer l'amor amb la seva dona Claire tot i voler-ho. Sense intel·ligència emocional en situacions noves, s'avorreix fàcilment i diu coses insensibles, com dir-li a un amic que només "apagui l'endoll" a la seva mare en coma, i la seva actuació per a l'obra de Txékhov no és versemblant. Encara no vol que la seva ànima torni, en canvi obté l'ànima del que se li diu que és un poeta rus, els records del qual l'atien a sentir curiositat per ella i la seva vida, així com obtenir una curiositat pròpia. Aquesta ànima russa li permet interpretar de manera excel·lent l'oncle Vanya, però l'experiència l'aclapara i decideix recuperar la seva pròpia ànima.
El món de Paul es capgira quan Nina, una mula d'ànima russa que transporta l'ànima de la gent cap a i des de Rússia, roba l'ànima de Paul per l'esposa del seu cap a l'operació d'emmagatzematge d'ànimes russa, que aspira per ser actriu. Ella rep l'ànima de Paul, creient que és l'ànima d'Al Pacino. La seva interpretació i la seva felicitat milloren. Nina, la mula que portava l'ànima de Paul i que s'ha posat encuriosit per ell, finalment revela el parador de la seva ànima, ajudant-lo a recuperar-la. Mentre la parella investiga l'ànima de la poetessa Olga, que l’havia 'llogada' durant aquest període, s'assabenten que es va suïcidar després de no poder recuperar-la després de vendre-la. Paul i Nina recuperen la seva ànima, i després d'estudiar-la mitjançant l'ús d'ulleres especials per reassociar-s'hi, torna a Nova York com un home més feliç. Es troba l'ànima de la Nina, però a Paul se li diu que és irrecuperable a causa dels residus d'ànimes que ha portat.

## Repartiment
- Paul Giamatti com a Paul Giamatti
- Dina Korzun com a Nina
- Emily Watson com a Claire Giamatti
- David Strathairn com el Dr. Flintstein
- Katheryn Winnick com a Sveta
- Lauren Ambrose com a Stephanie
- Boris Kievsky com a Oleg
- Oksana Lada com a Sasha
- Sergey Kolesnikov com a Dimitri
- Michael Stuhlbarg com a consultor de fons de cobertura
- Michael Tucker com a director teatral

## Producció
La directora Sophie Barthes ha afirmat que se li va ocórrer la idea de la pel·lícula quan va tenir un somni en què es va trobar amb un dels diversos pacients d'un consultori mèdic futurista. Segons Barthes, el somni fins i tot incloïa Woody Allen i tots els pacients tenien una caixa que un ajudant d'oficina va explicar que portava les seves ànimes extretes. Una vegada això va ser va explicar als pacients, que va començar a mirar a les caixes, però en Barthes va dir que es va despertar abans de veure la seva pròpia ànima. Tanmateix, va veure el contingut espiritual de la caixa de Woody Allen i Barthes diu que aquest moment es va convertir en la inspiració per a la pel·lícula i el personatge de Paul Giamatti.
Quan la Sophie es va acostar a Giamatti al Festival de Cinema de Nantucket i li va presentar la idea de la pel·lícula, estava disposat a signar al moment.
La pel·lícula es va rodar a Nova York, Estats Units i Sant Petersburg, Rússia.

## Recepció
La pel·lícula ha rebut ressenyes força positives de la crítica. La pel·lícula té un 75% d'aprovació a l'agregador de ressenyes Rotten Tomatoes, basat en 126 ressenyes, amb una valoració mitjana de 6,4/10. El consens dels crítics del lloc web diu: "A cavall entre el drama existencial i la comèdia surrealista, el primer llargmetratge de Sophie Barthes està ben rodat i ple de dilemes inventius". A Metacritic, la pel·lícula té una puntuació mitjana ponderada de 69 de 100 basats en 28 ressenyes, que indiquen "crítiques generalment favorables".
La història va fer comparacions amb la pel·lícula Being John Malkovich, que també centra un actor interpretant-se a si mateix. Tasha Robinson de The A.V. Club va escriure els "intents de Barthes de trobar comèdia irònica en el tipus de mundanitat moderada i hilarantment incòmode que va donar a Being John Malkovich el seu avantatge (i això caracteritza el treball en general de Charlie Kaufman) es fan a costa de qualsevol observació o humor més ampli sobre què és l'ànima, o els avantatges i l'impacte de la falta d'ànima, a L.A. o en altres llocs." IndieWire va opinar que Cold Souls no és una pel·lícula tan eficaç com la primera perquè "presumeix que reconeixem la personalitat de l'actor tan plena i immediatament com la de, per exemple, John Malkovich. Però quan veiem l'actor assajant el paper principal de l'oncle Vanya, per exemple," mastegant l'escenari fins i tot abans que s'hagi muntat l'escenari, ens adonem que el personatge habitual de Giamatti, almenys, el que vol explotar Cold Souls, és prim com el paper, funciona millor a la perifèria que al centre de la narració."